# Apseudomorpha albida
Apseudomorpha albida is een naaldkreeftjessoort uit de familie van de Metapseudidae. De wetenschappelijke naam van de soort is voor het eerst geldig gepubliceerd in 1951 door Sueo M. Shiino.